# 罗玉川
罗玉川（1909年—1989年），原名宋洪儒，直隶满城县宋贾村人。中华人民共和国政治人物、中华人民共和国林业部部长。第二、第三、第四、第五届全国人民代表大会代表；中国共产党第八、第十一、第十二次全国代表大会代表；中共十二大、十三大当选为中央顾问委员会委员。

## 生平
早年就读天津的河北省立第一师范学校。1930年3月经同学张志良、孟庆章介绍加入中国共产党，此后在满城组织农民运动。
抗日战争期间，担任冀中九地委书记（保定、白洋淀一带）。1939年10月五地区（后改十地委）组织部部长，在大清河北的平津保三角地区坚持抗日。1940年底调八分区工作（津浦路西和子牙河以东）。
抗战胜利后，任冀中行署主任，负责冀中地区土改，平津战役期间兼任冀中支前后勤司令部政委。
中华人民共和国成立后任中央人民政府农业部副部长、党组书记。后改任中共平原省委副书记、省人民政府副主席，兼平原农学院院长。1952年调任中华人民共和国森林工业部第一副部长、党组书记，负责组建雷州半岛和海南岛橡胶业、大兴安岭林业生产。1964年开发大兴安岭林区会战中，任大兴安岭林区会战指挥部党委书记、政治委员、大兴安岭特区人民委员会区长。1978年4月任中华人民共和国农林部副部长兼国家林业总局局长。1979年2月16日至1980年8月30日任中华人民共和国林业部部长。中顾委委员。